# Handelshochschule Stockholm

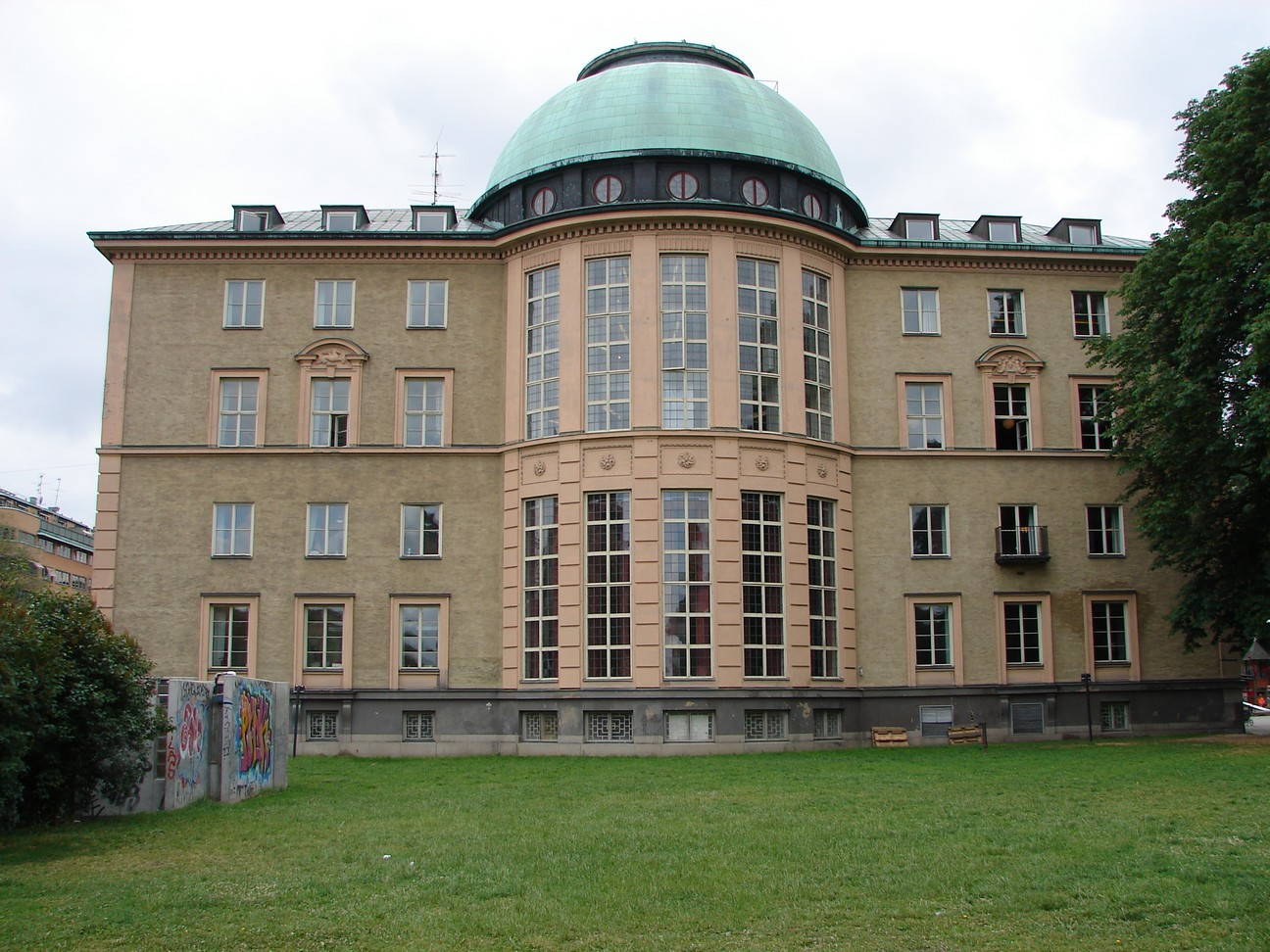
Hauptgebäude der HHS von Norden

Die Handelshochschule Stockholm (schwedisch: Handelshögskolan i Stockholm (HHS), offizieller englischer Name: Stockholm School of Economics) ist eine private und internationale Handelshochschule in Stockholm mit knapp 1.900 Studenten und 300 wissenschaftlichen Angestellten.

## Die Hochschule
Die Handelshochschule wurde 1909 als Stiftung gegründet, um die Ausbildung in Wirtschaftswissenschaften in Schweden zu stärken. Bekannt wurde die HHS für ihre berühmten Wirtschaftswissenschaftler Eli Heckscher, Bertil Ohlin und Gunnar Myrdal. Nach Ablösung des erst 2012 ernannten deutschstämmigen Präsidenten Rolf Wolff wegen eines Skandals um die Ernennung eines wegen Insiderhandels vorbestraften Dekans im Mai 2013 ist gegenwärtiger Präsident der Wirtschaftswissenschaftler und frühere Vizepräsident Lars Strannegård.
Die Hochschule ist in der Studienplatzvergabe sehr selektiv: 2012 bewarben sich 3261 Studenten für einen der 150 Plätze in den Master-of-Science-Programmen der Universität. Für Einwohner des europäischen Wirtschaftsraums sowie der Schweiz sind alle Bachelor- und Masterstudiengänge kostenlos.
Die Hochschule unterhält Kooperationen mit einigen renommierten Universitäten und Business Schools: Neben den Ivy-League-Universitäten Columbia University, Cornell University und der Wharton School der University of Pennsylvania gehören dazu beispielsweise die London School of Economics and Political Science, die HEC Paris und die Nationaluniversität Singapur.
Zudem sind auf Master-Ebene „Double Degrees“ mit der Wirtschaftsuniversität Luigi Bocconi in Mailand, der Universität St. Gallen und der französischen Grande Ecole SciencesPo möglich.
Aus dem Employment Report 2014 wurde ersichtlich, dass 91 % der Absolventen eines Master-of-Science-Programms innerhalb von drei Monaten nach Studienende eine Anstellung gefunden hatten, 80 % bereits vor Ende des Studiums. Zu deren Arbeitgebern gehörten unter anderem Blackrock, Google, McKinsey & Company und Spotify. 62 % der Absolventen blieben nach dem Studium in Schweden, 8 % nahmen ihre Arbeit in Deutschland auf, 7 % im Vereinigten Königreich. Ein Jahr nach Ende des Studiums betrug das Durchschnittsgehalt 73.364 USD.
Des Weiteren fokussiert sich die Hochschule stark auf den Bereich Entrepreneurship. Sie ist beispielsweise Gründungsmitglied der „Stockholm School of Entrepreneurship“, einem Zusammenschluss von fünf führenden Stockholmer Universitäten aus den Bereichen Medizin, Technologie, Volkswirtschaft & Management sowie Design & Geisteswissenschaften. Die Studenten haben daher die Möglichkeit, Wahlkurse im Bereich Entrepreneurship zu belegen, beispielsweise „Finance for Start-ups“, „Business Model Innovation“ und „Entrepreneurship in Developing Countries“.
Zudem gründete die SSE im Jahr 2001 den Inkubator „SSE Business Lab“, aus dem (Stand 2013) 91 aktive Unternehmen mit 1100 Mitarbeitern und einem Umsatz in Höhe von 1,9 Milliarden SEK (ungefähr 200 Millionen €) Umsatz entstanden sind. Zu den bekanntesten Start-Ups gehört der Payment-Service-Provider „Klarna“.

## Geschichte
Die Hochschule wurde 1909 auf private Initiative in Reaktion auf die Herausforderungen der Industrialisierung und das dadurch entstandene Bedürfnis nach gut ausgebildeten Wirtschaftsfachleuten gegründet. Grundlage war eine substanzielle Spende von Knut Agathon Wallenberg im Jahr 1903. Der Name handelshögskola wurde als Übersetzung des deutschen Begriffs Handelshochschule gewählt. In Deutschland hatten zuvor nach dem Vorbild der Handelshochschule Leipzig mehrere Bildungsinstitutionen diesen Namen gewählt. Der Begriff högskola wurde damals regelmäßig für höhere Bildungsinstitutionen außerhalb des Universitätsbereichs verwendet. Ein wichtiges Beispiel war die (Kungl.) Tekniska högskolan, die diese Bezeichnung seit 1877 trug.

## Fakultäten
Die Handelshochschule gliedert sich in insgesamt 7 Fakultäten und 29 Forschungsinstitute.
- Fakultät für Management und Verwaltung (företagande och ledning)
- Fakultät für Marketing und Organisationstheorie (marknadsföring och strategi)
- Fakultät für Rechnungswesen und Wirtschaftsrecht (redovisning och rättsvetenskap)
- Fakultät für Volkswirtschaft (nationalekonomi)
- Fakultät für Finanzwirtschaft (finansiell ekonomi)
- Fakultät für Ökonometrie und Entscheidungsunterstützungssysteme (ekonomisk statistik och beslutsstöd)
- Fakultät für Fremdsprachen (Språkavdelningen)

## Studienprogramme
Bachelor-Programme (auf Schwedisch)
- Bachelor of Science (BSc) in Business and Economics
- Bachelor of Science (BSc) in Business and Economics with specialization in Retail Management

Master-Programme (auf Englisch)
- Master of Science in International Business (CEMS Programm)
- Master of Science in Finance
- Master of Science in Business & Management
- Master of Science in Economics
- Master of Science in Accounting & Financial Management

Double Degrees
- Master of Science in Finance mit der Wirtschaftsuniversität Luigi Bocconi
- Master of Science in Economics mit der University of St. Gallen
- Master of Science in Business / Economics and International Relations mit der SciencesPo

PhD-Programme
- PhD Program in Finance
- PhD Program in Economics
- PhD Program in Business Administration

Executive MBA Program

## Austauschkooperationen (Auszug)
(Quelle:)

Nordamerika
- Columbia University
- Cornell University
- Wharton School
- University of Chicago
- New York University
- University of Michigan
- University of Minnesota
- Duke University
- McGill University
- Queen’s University (Kingston)

Europa
- London School of Economics and Political Science
- HEC Paris
- Erasmus-Universität Rotterdam
- WHU – Otto Beisheim School of Management
- ESADE
- University of Manchester
- Copenhagen Business School

Asien-Pazifik
- National University of Singapore
- Fudan University
- Hong Kong University of Science and Technology
- University of Tokyo
- University of Melbourne
- University of Sydney

Lateinamerika
- Monterrey Institute of Technology and Higher Education
- Instituto Tecnológico Autónomo de México
- Pontifical Catholic University of Chile

## Namhafte Alumni
- Magdalena Andersson, Politikerin und ehemalige Ministerpräsidentin Schwedens
- Alexander Bard
- Stefan Ingves, Präsident der Schwedischen Nationalbank
- Sebastian Siemiatkowski, Mitgründer und CEO von Klarna
- Gunnar Bergvall
- Jon Carlzon, CEO von SAS Group
- Soki Choi
- Ulf Dinkelspiel
- Klas Eklund
- Fredrik Eklund
- Elon Ekman
- Eli Heckscher, Co-Entwickler des Heckscher-Ohlin-Theorem
- Per Krussel
- Erik Lakomaa
- Kristian Luuk
- Gunnar Myrdal, Nobelpreisträger und Politiker
- Ann-Christin Nykvist
- Bertil Ohlin, Nobelpreisträger, Co-Entwickler des Heckscher-Ohlin-Theorem und Politiker
- Johan Renck
- Ruben Rausing, Gründer von Tetra Pak
- Lars E.O. Svensson, Vorsitzender der schwedischen Nationalbank
- Örjan Sölvell
- Margaretha af Ugglas
- Anne Wibble
- Mats Qviberg
- Peter Wolodarski
- Ola Källenius, Vorstandsvorsitzender der Daimler AG

## Rankings und Akkreditierung
Die Handelshochschule ist eine der angesehensten Wirtschaftsuniversitäten in Europa. Beispielsweise belegte der Master in Management im internationalen Financial Times Ranking 2019 den 13. Platz weltweit. Gemäß dem internationalen QS Ranking belegt die Universität den 26. Rang weltweit in Wirtschaftswissenschaften.
Die Universität ist durch EQUIS akkreditiert und der schwedische Vertreter in der Vereinigung führender Wirtschaftshochschulen und multinationalen Unternehmen CEMS.
Financial Times Rankings:
| Masters in Management 2019            | 13 |
| Masters in Management 2018            | 12 |
| Masters in Management 2017            | 23 |
| Masters in Finance 2020               | 19 |
| Masters in Finance 2019               | 18 |
| Masters in Finance 2018               | 18 |
| Masters in Finance 2017               | 16 |
| Masters in Finance 2016               | 16 |
| European Business School Ranking 2019 | 26 |
| European Business School Ranking 2018 | 25 |
| European Business School Ranking 2017 | 27 |
| Executive Education – Open 2019       | 18 |
| Executive Education – Open 2018       | 25 |
| Executive Education – Open 2017       | 29 |
| Executive MBA 2019                    | 66 |
| Executive MBA 2018                    | 68 |
| Executive MBA 2017                    | 65 |

QS World University Rankings:
Im QS World University Rankings gehört die Hochschule in verschiedenen Bereichen zu den besten 50 der Welt, noch vor renommierten Universitäten und Business Schools wie der Princeton University, der City University London und der IE Business School.
| Ranking                            | Weltweit | Europa |
| ---------------------------------- | -------- | ------ |
| Business & Management Studies 2015 | 39       | 16     |
| Economics & Econometrics 2015      | 31       | 9      |

Zudem gehört die Stockholm School of Economics zu den führenden Hochschulen des Eduniversal-Rankings und wurde als einzige schwedische Hochschule mit 5 Palmen als „UNIVERSAL business school with strong global influence“ ausgezeichnet.